# Актобе (патрульный катер)
«Актобе́» (каз. Ақтөбе, ранее носил названия AB-26 и P-126) — казахстанский патрульный катер типа AB-25 турецкого производства. Был построен для ВМС Турецкой Республики. Передан Казахстану в 1999 году. В некоторых источниках эти устаревшие катера указаны как тип «Тюрк». В ВМС Казахстана использовался в качестве учебного судна. Назван в честь города Актобе на западе Казахстана.

## История
По одним данным после развала СССР Казахстан отказался от раздела советской Каспийской флотилии. По другим данным, Казахстану достались корабли и суда 284-го дивизиона охраны водного района, базировавшегося на казахский порт Баутино. В числе судов дивизиона были — устаревшие малый торпедный катер ТК-47 проекта 123К, два патрульных артиллерийских катера проекта 1400 (тип «Гриф»), два патрульных разъездных катера проекта 14081 (тип «Сайгак»), вспомогательные суда «Прибой» и «Волна», опытовое судно ОС-213 (ныне на озере Иссык-Куль в составе российской военной испытательной базы «Каракол»).
Из-за плохого технического состояния эти корабли в состав ВМС Казахстана включены не были. Строительство ВМС Казахстана началось с нуля.
С середины 90-х годов помощь в строительстве национальных военно-морских сил начала оказывать Турция. В частности, в 1999-м (по другим данным в 2001-м) в качестве дара безвозмездно был передан списанный катер типа AB-25 («Тюрк»), включённый в состав ВМС под названием «Актобе», в 2001-м (по другим данным в 1999-м) второй («Найзагай»). Они стали одними из первых относительно крупных судов в составе ВМС Казахстана. Данный тип катеров строился для ВМС Турции на турецкой верфи Taşkızak (Haliç) в Стамбуле при технической поддержке Франции. Старшим по перегону катера в Казахстан был капитан 3-го ранга (ныне контр-адмирал) Каиргельды Есенеев.
Кроме того, казахские моряки прошли стажировку в военно-морских учебных заведениях Турции.

## Характеристики
Представляет собой устаревший артиллерийский катер 1970-х годов постройки первой серии типа AB-25 («Тюрк»). Из-за неудовлетворительного технического состояния, большую часть службы в составе ВМС Казахстана находился в отстое. Во время несения службы в ВМС Турции имел на вооружении активный гидролокатор и противолодочную ракетную установку.